# مطبخ نيبالي

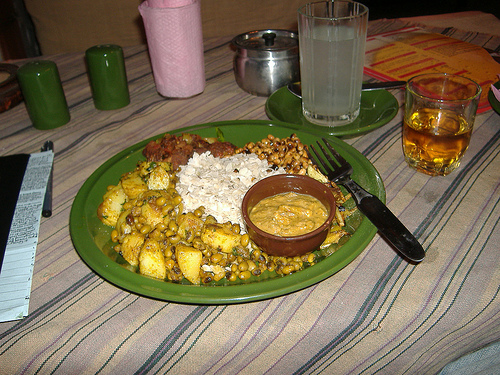
طبق متكامل من المطبخ النيواري مع الجويلا والباجي وعناصر أخرى

المطبخ النيبالي (بالإنجليزية: Nepalese cuisine) يشير إلى مطابخ في النيبال. التنوع الثقافي الموجود في النيبال التي وفرت مساحة واسعة للنمو في عدد من المطابخ على أساس المجموعات العرقية والخصائص الجغرافية للأمة النيبالة. وبالتالي فأن المطبخ النيبالي يشمل مجموعة كاملة من مطابخ مختلفة بدلا من مطبخ واحد من نوع واحد. دال بهات (بالعربية شوربة العدس)وهو يعد الطبق الرئيسي لنيبال.

## أنواع الطعام النيبالي
- مطبخ نيواري

نيواري هي جماعة عرقية تعيش أصلا في وادي كتمندو وتعيش الآن كذلك في المدن التجارية في أماكن أخرى في التلال (سفوح جبال الهيمالايا.إن الانتشار الواسع للحوم جاموس الماء حتى ولو كان عن طريق تجنب الهندوس أكثر صرامة للغاية، مثل البقر وهذا المطبخ وغالبا ما تتضمن مجموعة أكثر تنوعا من المواد الغذائية وخاصة الخضراوات وغيرها متوفرة في معظم التلال.
- مطبخ خاس أو بهاري

الأغذية من الطبقات العليا من الهندوس في التلال، ومطابقة لفرض قيود غذائية. دال - بهات - تاركاري وهي وجبة معيارية تؤكل مرتين يوميا. الدال هو العدس صلصة التوابل سكب بهات (الأرز المسلوق). بدائل الأرز المسلوق وروتي (قمح الخبز غير المخمر شقة) أو الخشنة عصيدة الذرة ودعا اتو. تاركاري وهي الأطباق الجانبية من الخضار المطبوخة مع التوابل. التاركاري يمكن من أن يتكون من السبانخ أو الخضر، الفجل، والبطاطا، والفاصوليا الخضراء، الطماطم، والقرنبيط، والملفوف، والاسكواش، الخ الرائب أو اللحم أو السمك بالكاري هي بمثابة الأطباق الجانبية عندما تكون متاحة. الدجاج ولحم الضأن والسمك وعادة ما تكون مقبولة للجميع ولكن أعلى البراهمي الطبقي. الهندوس لا يأكلون لحوم البقر بأستثناء المنبوذين. التوابل النموذجية هي كمية صغيرة من الصلصة الحارة للغاية (المصنوعة من المكونات الطازجة) أو من المكونات المخللة، شرائح الليمون، الجير والفلفل الحار. الفواكه التي تزرع تقليديا في التلال وتشمل البرتقال الصيني (بالإنجليزية: suntala)، الجير (بالإنجليزية: kaguti)، "" الليمون (بالإنجليزية: nibuwa)، الكمثرى الآسيوية (بالإنجليزية: nashpati).
- الاختلافات العرقية في التلال حيث يتم تجنب أكل لحم الثور من قبل الهندوس الأورثوذوكس.
- مطبخ تيراي

و هو مطبخ السهول إلى جهة الجنوب من مهب هرات ليخ. في كثير من الأحيان يتمييز هذا المطبخ عن المطابخ في المناطق المتاخمة في الهند، ولكن مع بعض الاختلافات بين ثارو وغيرها من الجماعات. أيضا أكثر تنوعا من المطبخ تلة مع تشكيلة أوسع من المحاصيل المزروعة محليا أو تزرع في المناخات الأكثر برودة في المناطق الجبلية المتاخمة لها والمحاصيل النقدية.
- مطبخ الهيمالايا

والذي يستعمله الجماعات الثقافية التبتية وعرقية مماثلة في الأجزاء الشمالية من البلاد. الدخن الشعير والحبوب الرئيسية. والاستخدام الكثيف من البطاطا. واللحوم من الياك وربما ياك الهجينة البقر يمكن استخدامها، فضلا عن الحليب.
- الوجبات الخفيفة

و يشيع تناولها خارج أوقات الوجبات تشمل انتشرت أو الجافة والذرة، و"chiura" (ضرب الأرز)، «ساموسا» (تحولات محشوة مع اللحم أو الخضار) والبسكويت (الكوكيز المعلبة) والهند والحلويات النمط.
- المشروبات

وعادة ما تؤخذ الشاي مع الحليب السكر، "jand" (بيرة محلية الصنع مصنوعة من الأرز)، «اتومبا (الشراب)» (حبوب الذرة المخمرة)، "sarbat" (عصير قصب السكر)، "raksi" (معنوية المحرز في وحدة تقطير ريفي). في المرتفعات "chyang" (دخن البيرة).

## معرض صور

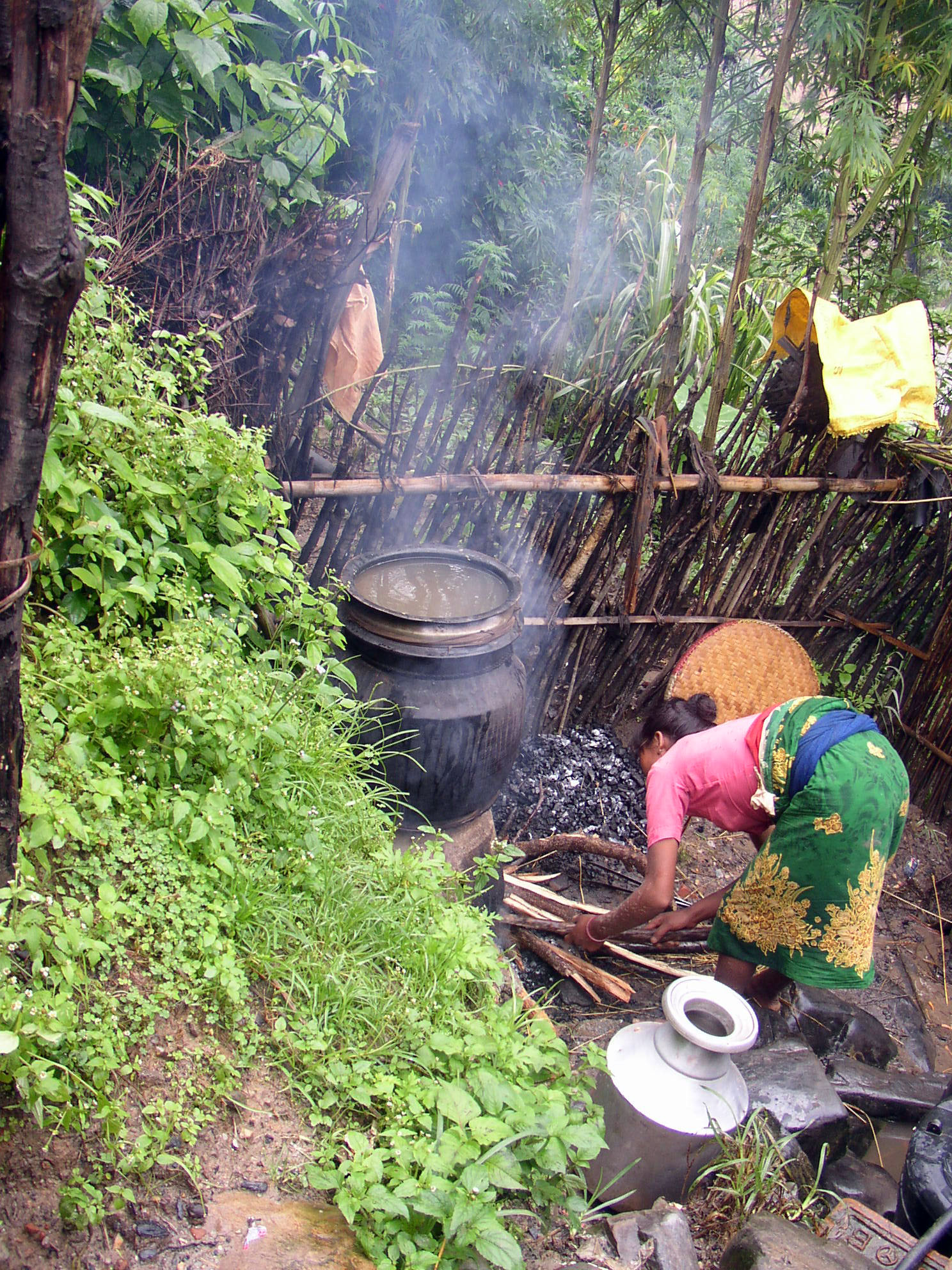
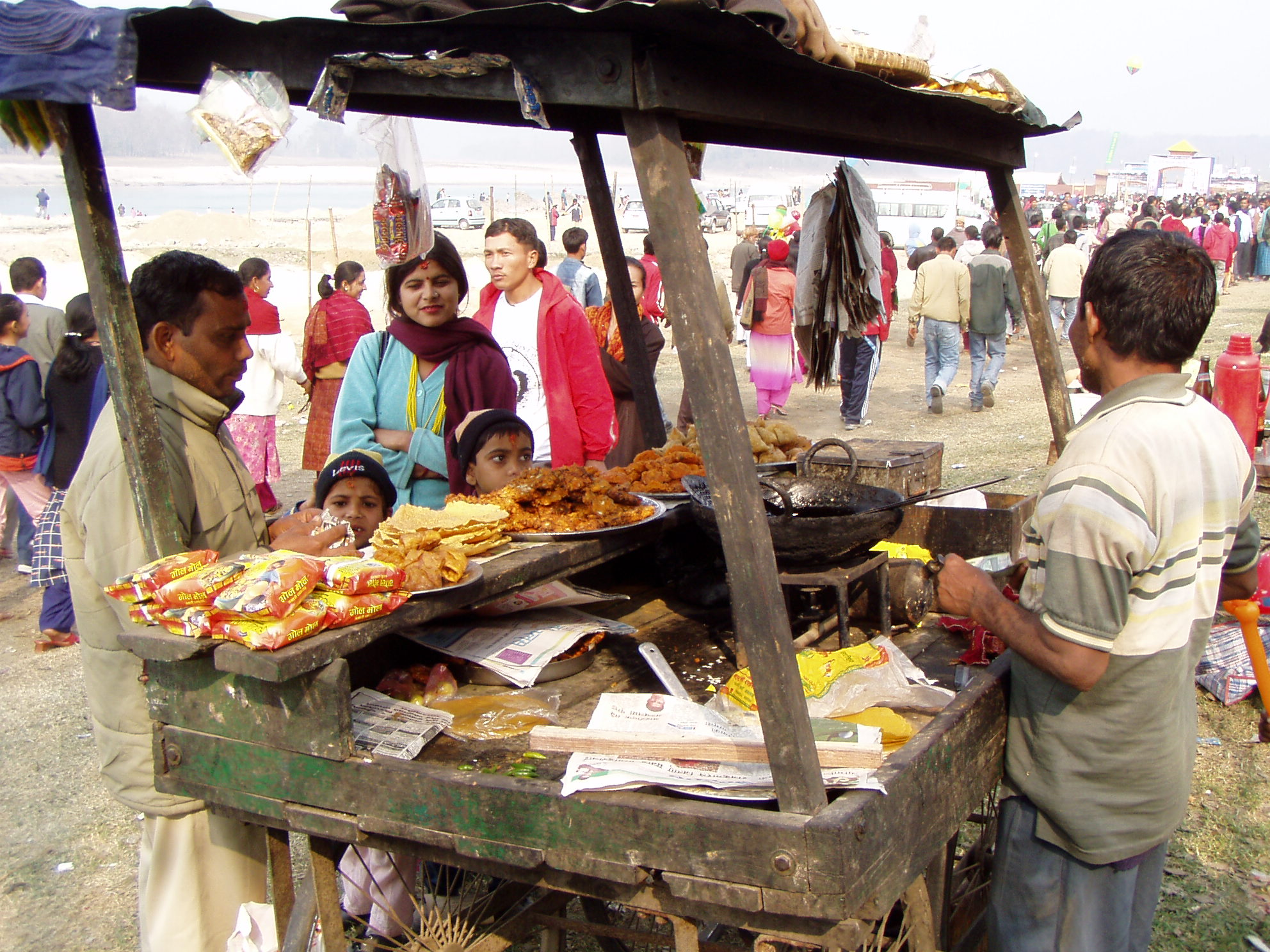
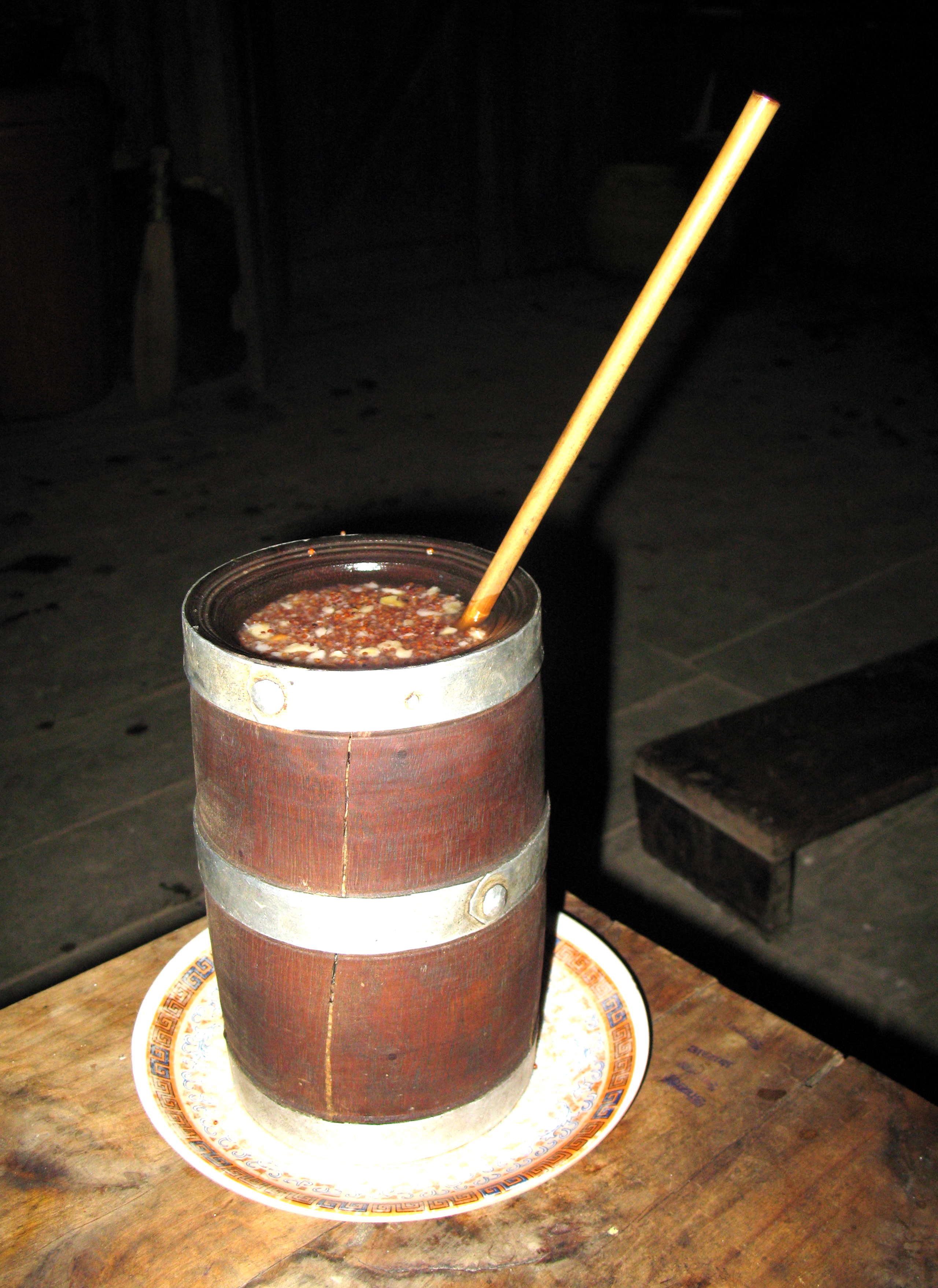

## وصلات خارجية
- الأكل في نيبال نسخة محفوظة 15 سبتمبر 2013 على موقع واي باك مشين.
- وصفات تحضير الطعام النيبالي
- طعام نيبالي